# 張世燦
張世燦（?—？），福建闽县人，清朝政治人物。举人出身。
乾隆七年，擔任廣東廣州府永安縣知縣（現紫金縣知縣）。后由李藻接任。